# Everhard Alerdinck

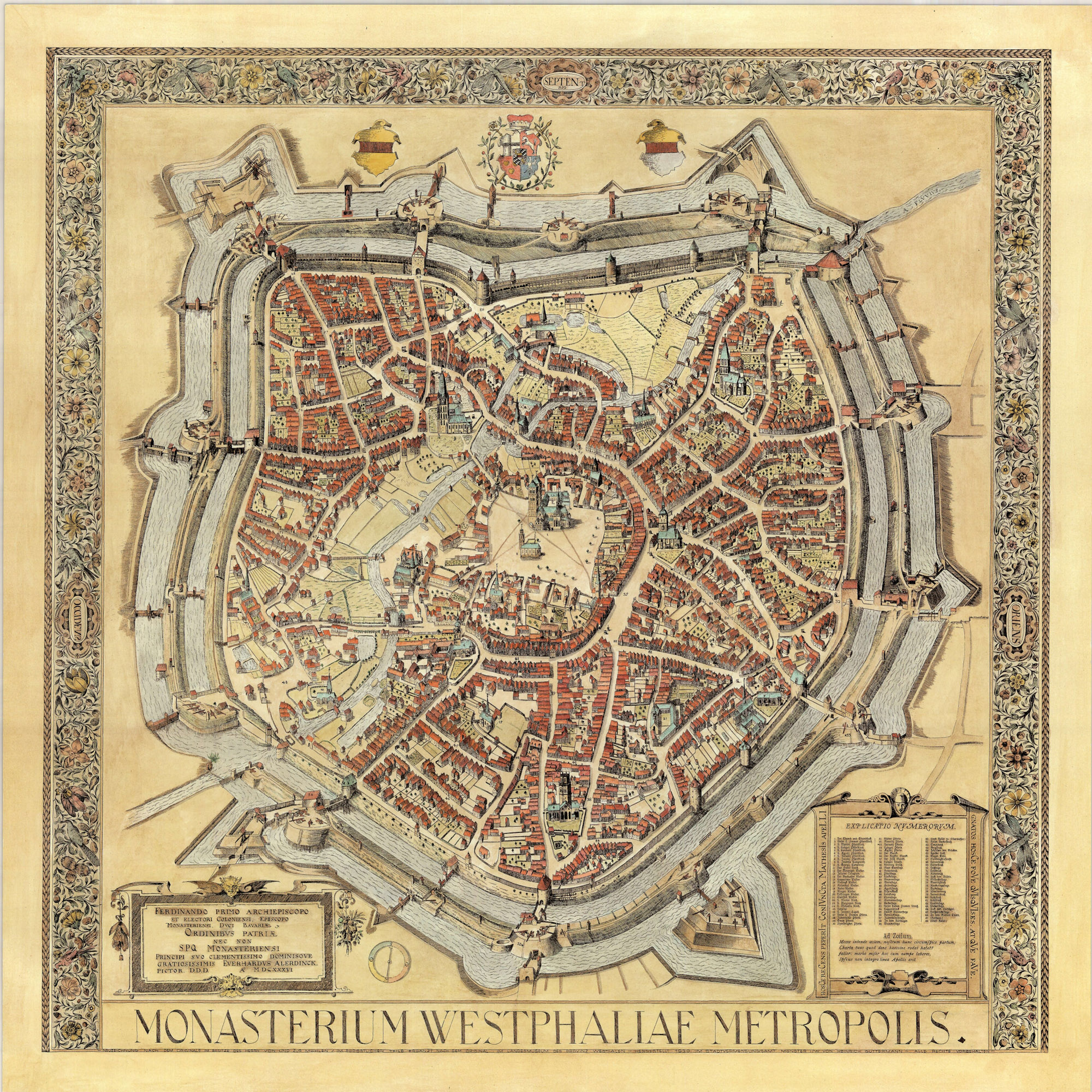
Monasterium Westphaliae metropolis – Alerdincks bekanntestes Werk aus dem Jahr 1636 in der nachkolorierten Fassung

Everhard Alerdinck (* 1598 in Münster; † 11. Mai 1658 ebenda) war ein deutscher Maler. Sein Werk umfasst Arbeiten an Gebäuden, Wachthäusern und Toren. Sein bekanntestes Werk ist der sogenannte Alerdinck-Plan, eine historische Stadtansicht von Münster aus dem Jahr 1636, die zu den künstlerisch wertvollsten Darstellungen einer Stadt gehört.

## Leben
Everhard Alerdinck war der dritte Sohn des Notars Henrich Alerdinck. Am 1. Januar 1611 begann er im Alter von etwa zwölf Jahren eine Ausbildung zum Maler bei Nicolas tom Ring in Münster. Ab 1617 folgte eine Ausbildung am Gymnasium Paulinum, das zum Jesuitenkolleg gehörte. Nach Abschluss seiner Ausbildung beschäftigte er sich mit der Geometrie von Landschaften und Städten. Aufgrund dieser Fähigkeit bekam er am 15. Januar 1636 vom Rat der Stadt Münster den Auftrag, Gärten und Ländereien abzuschätzen und zu vermessen.
Neben der Ausbildung bei Nicolas tom Ring war Alerdinck auch Mitarbeiter beim Kartografen Johannes Gigas. Diesem half er unter anderem im Jahr 1621 bei der Gestaltung der Paulus-Karte. Im Sommer des Jahres 1622 heiratete er Anna tom Ring, die Witwe seines verstorbenen Lehrmeisters Nicolas tom Ring. Ebenfalls 1622 nahm die Gilde der Maler in Münster Alerdinck als Meister auf. 1635 wurde er zum Gildemeister gewählt und behielt dieses Amt bis ins Jahr 1644 sowie erneut zwischen 1651 und 1657.
Kurz nach seiner Ernennung zum Gildemeister entstand im Jahr 1636 sein bereits 1634 begonnenes berühmtestes Werk mit dem Titel Monasterium Westphaliae metropolis, auch bekannt als Alerdinck-Plan oder Vogelschauplan von Münster, ein geometrisch und perspektivisch nahezu wirklichkeitsgetreuer Stadtplan seiner Heimatstadt Münster. Ebenfalls von Alerdinck stammen die Verzierungen und Verschönerungen am Giebel des historischen Rathauses aus dem Jahr 1646 aus Anlass der Verhandlungen zum Westfälischen Frieden sowie Arbeiten am münsterschen Zwinger. Über seine weiteren Arbeiten ist jedoch nur wenig bekannt.